# Brama orcini
Brama orcini es una especie de peces de la familia Bramidae en el orden de los Perciformes.

## Morfología
• Los machos pueden llegar alcanzar los 35 cm de longitud total.

## Distribución geográfica
Se encuentra en las regiones  tropicales del Índico y del Pacífico.